# Otto Eckart

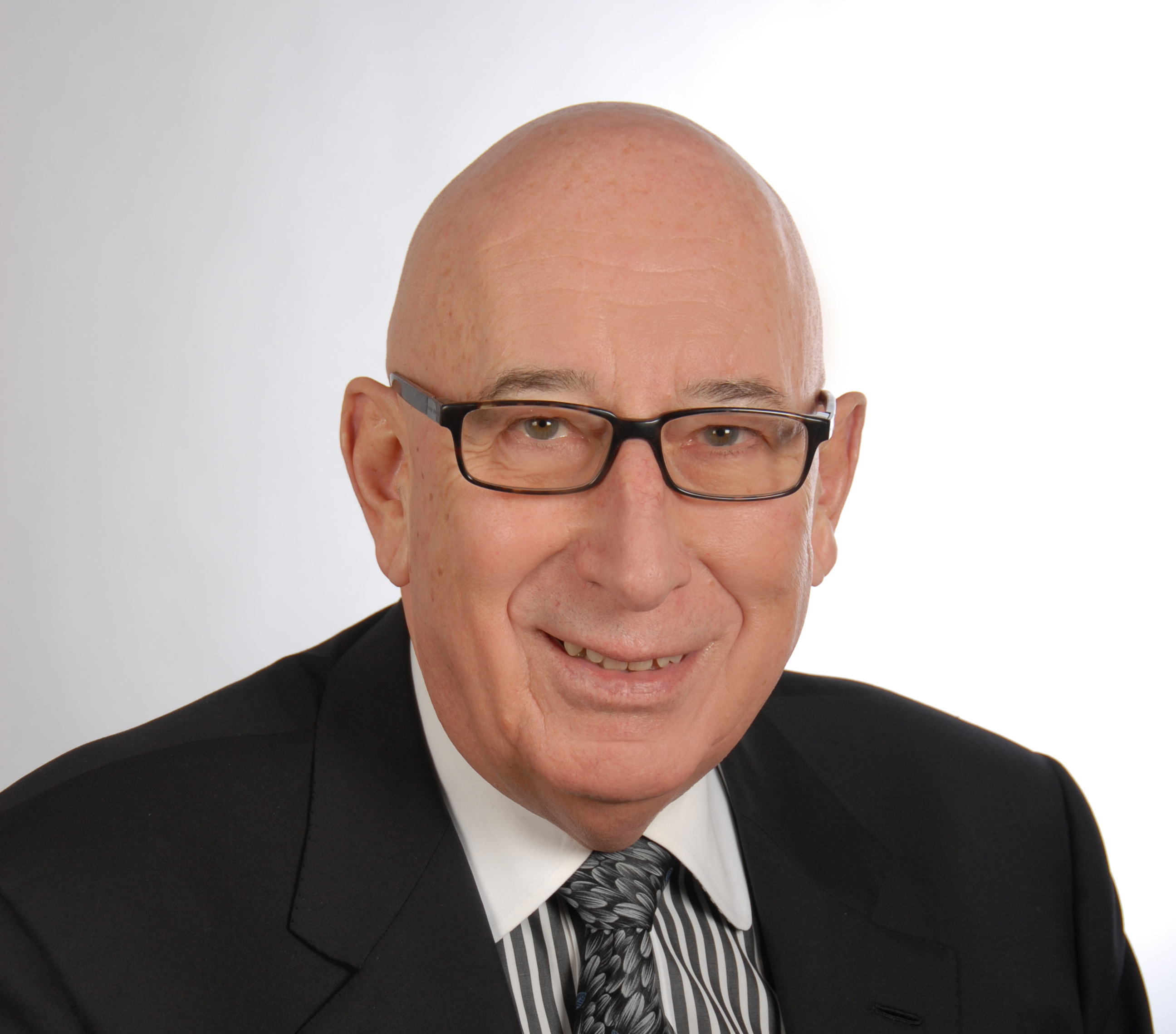
Otto Eckart

Otto Eckart (* 25. Februar 1936 in München; † 5. Juni 2016) war ein deutscher Lebensmittelunternehmer.

## Vorfahren
Die Familie Eckart war bereits seit dem 17. Jahrhundert in der Lebensmittelbranche tätig. So finden sich unter Otto Eckarts Vorfahren Bauern, Müller, Bäcker und Brauer. Otto Eckarts Urgroßvater Johannes Eckart gründete 1868 in München eine Fruchtsaftfabrik, die später als eine der ersten Fabriken in Bayern in die Produktion und den Vertrieb von Lebensmittelkonserven einstieg. Sein Großvater, der ebenfalls Otto hieß, errichtete 1932 eine eigene Firma namens Otto Eckart in München, die im Lebensmittelgroßhandel tätig war, aber auch Fruchtsäfte und Konserven herstellte. Dessen Sohn Werner Eckart gründete 1949 das Unternehmen Pfanni-Werk Otto Eckart KG und etablierte die Marke Pfanni auf dem Markt.

## Leben
Eckart besuchte das humanistische Wilhelmsgymnasium München. Nach dem Abitur
studierte er Lebensmittelchemie und Lebensmitteltechnologie in Berkeley (USA) und an der Technischen Hochschule Berlin. Er wurde im Corps Borussia Berlin (1958) und im Corps Makaria München (1959) aktiv. Dem Studium folgte 1959 eine Ausbildung in Marketing und Vertrieb bei Henkel in Düsseldorf. 1961 trat Otto Eckart in die Firma seines Vaters Werner Eckart ein.
1973 ernannte ihn die Republik Guatemala zum Honorarkonsul. Im darauffolgenden Jahr erhielt er von der Bundesrepublik Deutschland das Exequatur. Das Olympische Komitee Guatemalas ernannte ihn zudem zum Olympia-Attaché für die Olympischen Spiele 1972 in München.
1993 verkaufte „Mr. Pfanni“ das Unternehmen Pfanni an die deutsche Maizena Holding GmbH. Hier übernahm er bis zum Jahr 2000 einen Sitz im Aufsichtsrat.
Anlässlich seines 60. Geburtstags gründete er 1996 die Stiftung Otto Eckart. Außerdem war Otto Eckart Gründungsmitglied der Münchner Kindl Stiftung für Münchner Kinder.

## Ehrungen
- Bundesverdienstkreuz am Bande (1976)
- Bundesverdienstkreuz 1. Klasse (1986)
- Ehrenzeichen für Verdienste um das Bundesland Niederösterreich, Silbernes Komturkreuz (1986)
- Orden „Antonio José de Irisarri“ (1992)
- Verdienstorden der Republik Kroatien „Redom Danice Hrvatske S Likom Katarine Zrinske“ (2003)
- Orden vom Quetzal (2005)
- Bayerischer Verdienstorden (2014)
- Benennung Otto-Eckart-Platz für einen neuen Platz im Münchner Werksviertel (2020)[7]